# Matane (ancienne circonscription fédérale)
Pour les articles homonymes, voir Matane (homonymie).
Matane fut une circonscription électorale fédérale de la région de Gaspésie—Îles-de-la-Madeleine au Québec. Elle fut représentée de 1917 à 1935 et de 1968 à 1979.
La circonscription a été créée en 1914 d'une partie de la circonscription de Rimouski. Abolie en 1933, elle fut redistribuée parmi les circonscriptions de Gaspé et de Matapédia—Matane.
Recréée en 1966, elle fut abolie à nouveau en 1976 et redistribuée parmi les circonscriptions de Gaspé, Matapédia—Matane et de Bonaventure—Îles-de-la-Madeleine.

## Géographie
En 1966, la circonscription de Matane comprenait:
- Les villes d'Amqui et de Matane
- Le comté de Matane, excepté les localités de Price, Saint-Octave-de-Métis et de Grand-Métis
- Les municipalités de Cap-Chat, Saint-Norbert-du-Cap-Chat, Saint-Alexandre-des-Lacs, Saint-Benoît-Joseph-Labre, Saint-Damase, Saint-Jacques-le-Majeur-de-Causapscal, Saint-Jean-Baptiste-Vianney, Saint-Léon-le-Grand, Saint-Raphaël-d'Albertville, Saint-Tharcisius, Saint-Zénon-du-Lac-Humqui, Saint-Edmond, Sainte-Florence et de Sainte-Marguerite
- Les cantons de Cap-Chat et Romieu, Blais, Jetté, La Vérendrye, Matalic et Seigniory

## Députés
1917-1935
1. 1917-1925 — François-Jean Pelletier, PLC
2. 1925-1930 — Georges-Léonidas Dionne, PLC
3. 1930-1935 — Joseph-Ernest-Henri Larue, Cons.

1968-1979
1. 1968-1979 — Pierre de Bané, PLC

- PLC = Parti libéral du Canada